# Hartmut Holzwarth

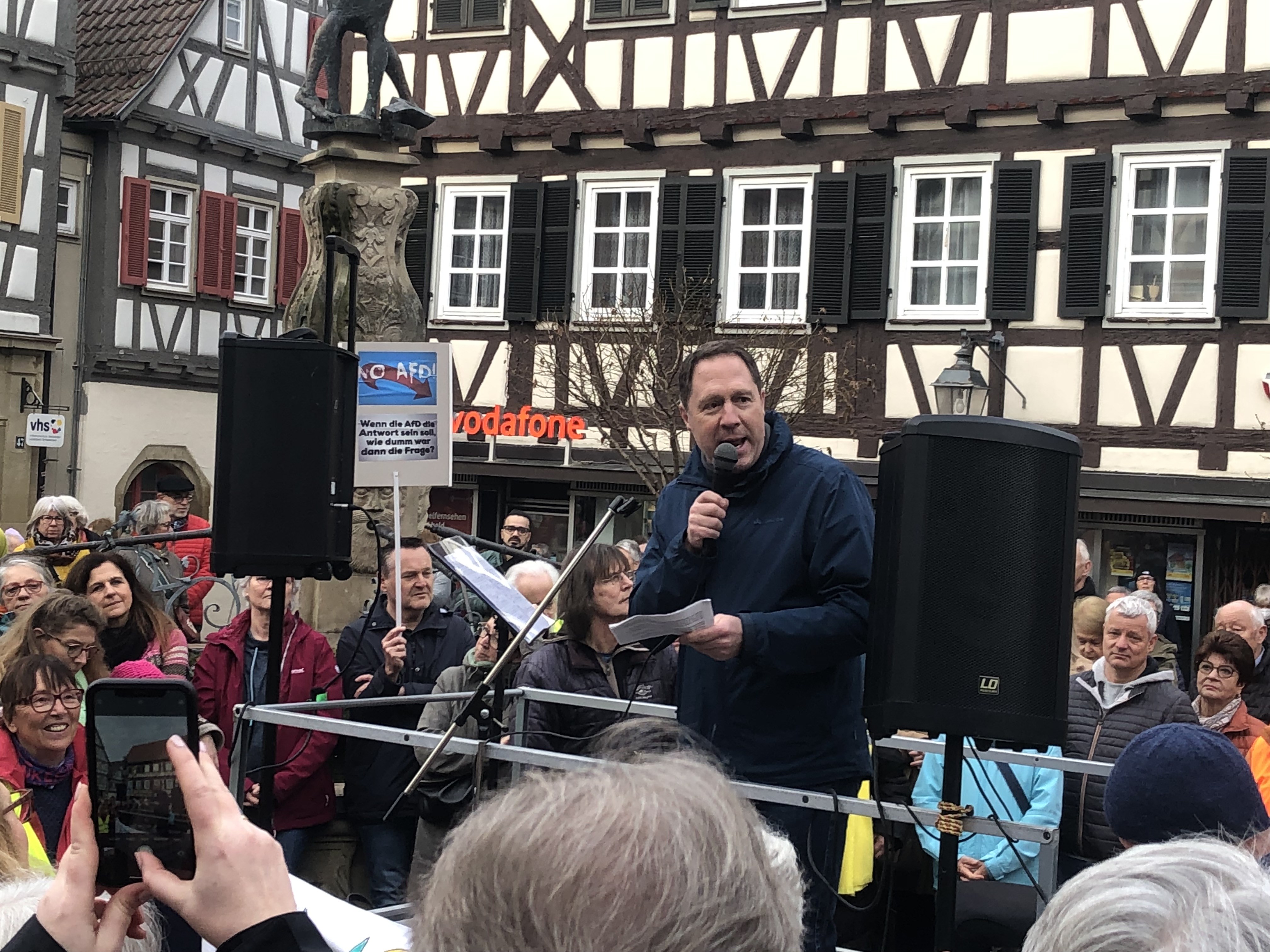
Hartmut Holzwarth im Februar 2024 auf der Demonstration für Demokratie und Vielfalt in Winnenden

Hartmut Holzwarth (* 4. März 1969 in Gaildorf) ist ein deutscher Kommunalpolitiker (CDU).

## Werdegang
Holzwarth wuchs in Weissach im Tal auf. Er studierte 1990 bis 1993 an der Fachhochschule Kehl und an der University of Hull und erwarb Abschlüsse als Diplom-Verwaltungswirt (FH) und Master of Arts in Politics. Anschließend war er 1993 bis 1994 an der FH Kehl und 1994 bis 1998 im baden-württembergischen Wissenschaftsministerium in Stuttgart im internationalen Referat und in der Zentralstelle tätig.
1998 wurde er mit 53,1 Prozent zum Bürgermeister der Stadt Creglingen gewählt. 2006 wurde er mit 97,8 Prozent wiedergewählt. 
1999, 2004 und 2009 wurde er in den Kreistag des Main-Tauber-Kreis (CDU-Fraktion) gewählt.
2009 bewarb Holzwarth sich um das Amt des Oberbürgermeisters der großen Kreisstadt Winnenden. Er gewann die Wahl am 31. Januar 2010 mit 72,9 Prozent der Stimmen im ersten Wahlgang und ist dort seit 1. April 2010 als Oberbürgermeister tätig.
Bei der Oberbürgermeister-Wahl in Winnenden am 21. Januar 2018 bewarb er sich als einziger Kandidat und erhielt 91,4 Prozent der Stimmen.
Bei den Kommunalwahlen 2014, 2019 und 2024 wurde er in den Kreistag des Rems-Murr-Kreises auf der Liste der CDU gewählt.
Er ist Vorsitzender des Aufsichtsrats der Stadtwerke Winnenden GmbH, der Fernwärme Winnenden GmbH & Co. KG, der Gasnetz Winnenden GmbH und der Stromnetz Winnenden GmbH. Weiter ist er Mitglied des Aufsichtsrats der Rems-Murr-Kliniken gGmbH, Vorsitzender des Ortsvereins Winnenden des Deutschen Roten Kreuzes und Vorsitzender des Bezirksvorstands Nord-Württemberg der Deutschen Kriegsgräberfürsorge mit Sitz in Stuttgart.
Holzwarth ist verheiratet und hat drei Kinder. 